# Station Jaworzyna Śląska
Station Jaworzyna Śląska is een spoorwegstation in de Poolse plaats Jaworzyna Śląska.